# Vipera renardi
Espèce
Synonymes
- Pelias renardi Christoph, 1861

Vipera renardi, aussi appelée Vipère des steppes, est une espèce de serpents de la famille des Viperidae.

## Répartition
Cette espèce se rencontre :

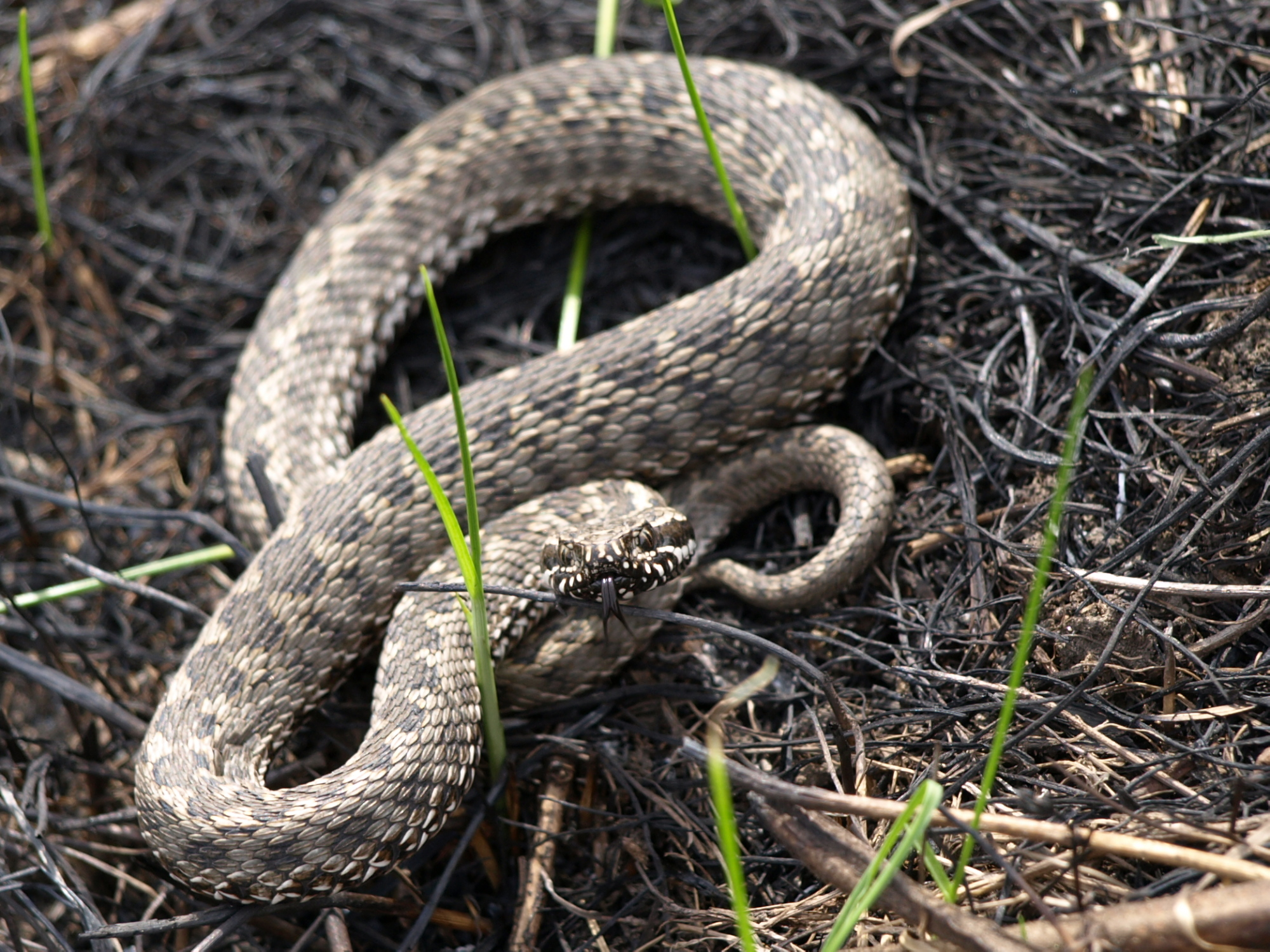

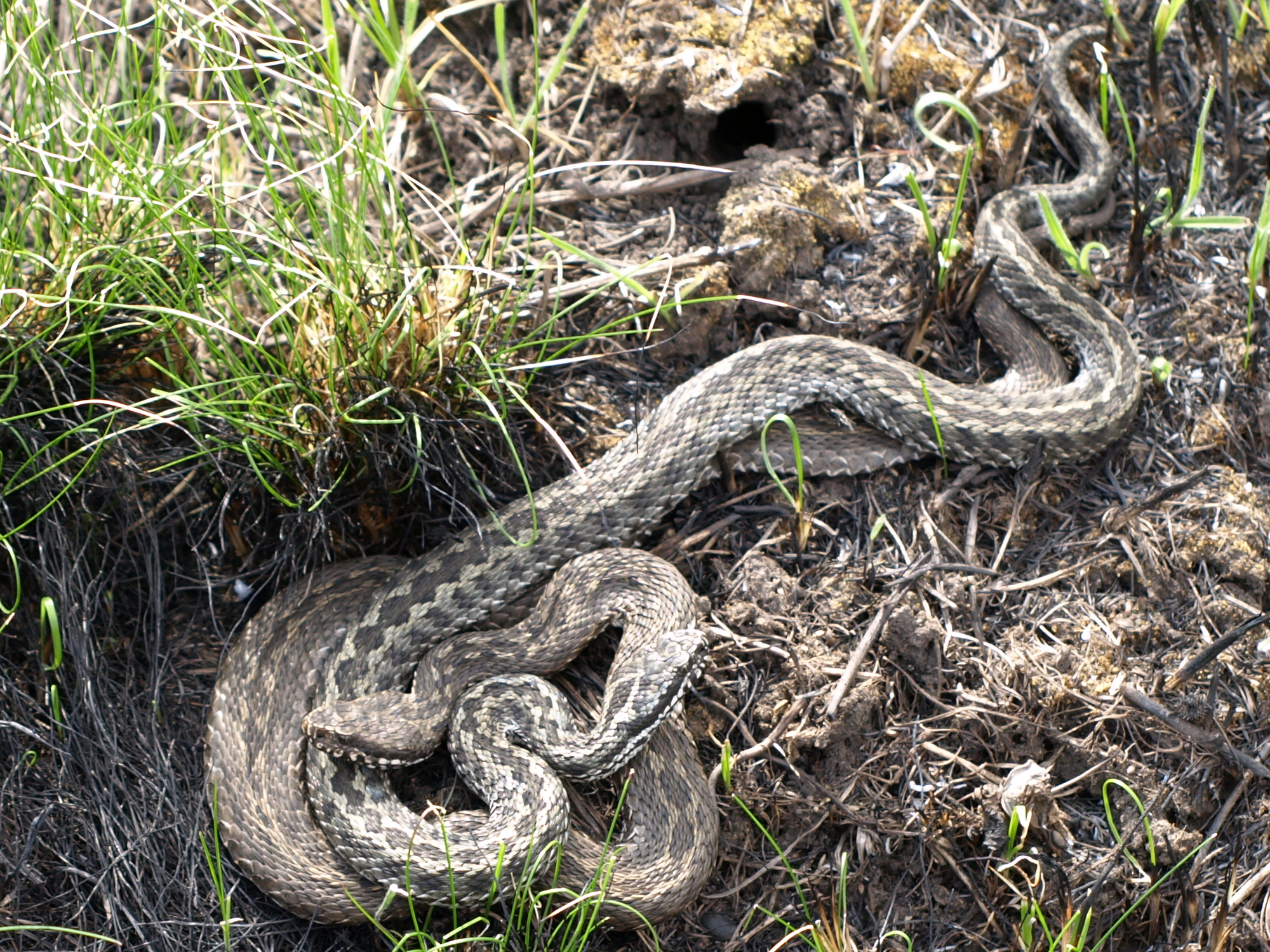

- en Roumanie ;
- en Ukraine ;
- en Russie ;
- au Kazakhstan ;
- en Kirghizie ;
- en république populaire de Chine.

## Description
C'est un serpent venimeux et ovovivipare.

## Liste des sous-espèces
Selon The Reptile Database (10 juin 2013) :
- Vipera renardi renardi (Christoph, 1861)
- Vipera renardi bashkirovi Garanin, Pavlov & Bakiev, 2004
- Vipera renardi parursinii Nilson & Andrén, 2001
- Vipera renardi puzanovi Kukuskin, 2009
- Vipera renardi tienshanica Nilson & Andrén, 2001

## Étymologie
Cette espèce est nommée en l'honneur de Charles Renard.

## Publications originales
- Christoph, 1861 : Pelias renardi mihi. Bulletin de la Société Impériale des Naturalistes de Moscou, vol. 34, p. 599-606 (texte intégral).
- Kukuskin, 2009 : Vipera renardi puzanovi ssp. nov. (Reptilia: Serpentes: Viperidae) as a new subspecies of steppe viper from mountain Crimea. Sovremennaya Gerpetologiya, vol. 9, no 1-2, p. 18-40.
- Nilson & Andrén, 2001 : The meadow and steppe vipers of Europe and Asia — the Vipera (Acridophaga) ursinii complex. Acta Zoologica Academiae Scientiarum Hungaricae, vol. 47, p. 87-267.